# Raconte-moi une histoire
Raconte-moi une histoire (グリム名作劇場, Gurimu meisaku gekijō) est une série télévisée d'animation japonaise produite par le studio Nippon Animation entre 1987 et 1989 basé sur les Contes de l'enfance et du foyer des frères Grimm.
La série se compose de deux saisons : Gurimu meisaku gekijō (グリム名作劇場), de 24 épisodes, diffusée au Japon sur TV Asahi du 21 octobre 1987 au 30 mars 1988 ; et Shin Gurimu meisaku gekijō (新グリム名作劇場), de 23 épisodes, également diffusée sur TV Asahi du 2 octobre 1988 au 26 mars 1989.
En France, la série a été diffusée pour la première fois à partir du 23 décembre 1990 sur La Cinq dans l'émission Youpi ! L'école est finie.

## Épisodes

### Première saison (1987-1988)
1. Les Musiciens de Brême (ブレーメンの音楽隊, Burēmen no ongakutai?)
2. Hans et Gretel (ヘンゼルとグレーテル, Henzeru to Gurēteru?)
3. La Princesse et le Crapaud (かえると王女, Kaeru to ōjo?) (1-2)
4. Le Petit Chaperon rouge (赤ずきん, Akazukin?)
5. L'Oie d'or (金のがちょう, Kin no gachō?)
6. Le chat botté (長靴をはいた猫, Nagagutsu wo haita neko?) (1-2)
7. Rose rouge et Blanche neige (ゆき白とばら紅, Yukishiro to Barabeni?)
8. Blanche Neige (白雪姫, ąShirayuki-hime?) (1-4)
9. Les six compagnons (6人のごうけつ, Rokunin no gōketsu?)
10. L'eau de la vie (命の水, Inochi no mizu?)
11. Barbe bleue (青ひげ, Ao hige?)
12. Jeannot et Jeannette (ヨリンデとヨリンゲル, Yorinde to Yoringeru?)
13. La belle au bois dormant (野ばら姫, Nobara-hime?)
14. Sultan et le loup (ズルタンじいさん, Zurutan-jiisan?)
15. Le roi Barbe de Grive (つぐみのひげの王さま, Tsugumi no hige no ō-sama?)
16. Le voleur d'âme (悪魔と大魔王, Akuma to daimaō?)
17. Les souliers usés par la danse (踊りぬいてボロボロになる靴, Odori nuite boroboro ni naru kutsu?)
18. Cendrillon (シンデレラ, Shinderera?) (1-2)

### Seconde saison (1988-1989)
1. La boule de cristal (水晶の玉, Suishō no tama?)
2. Les noces de Dame Renard (おくさま狐のご婚礼, Oku-sama Kitsune no go-konrei?)
3. La Belle et la Bête (夏の庭と冬の庭の話, Natsu no niwa to fuyu no niwa no hanashi?)
4. Le chou magique (キャベツろば, Kyabetsu roba?)
5. Rose et le prince (ラプンツェル, Rapuntsueru?)
6. La forêt enchantée (森のなかのばあさん, Mori no naka no bā-san?)
7. Le serment (どまんじゅう, Domanjū?)
8. Le loup et le renard (狼と狐, Ōkami to kitsune?)
9. Maman Holle (ホレのおばさん, Hore no oba-san?)
10. Les six cygnes (六羽の白鳥, Roppa no hakuchō?)
11. Mille fourrures (千びき皮, Senbikigawa?)
12. Rose et Rodolphe (姉と弟, Ane to otōto?)
13. L'union fait la force (名人四人兄弟, Meijin yonnin kyōdai?)
14. L'esprit dans la bouteille (ガラス瓶の中の化け物, Garasubin no naka no bakemono?)
15. Le poêle à charbon (鉄のストーブ, Tetsu no sutōbu?)
16. Peau d'ours (熊の皮をきた男, Kuma no kawa wo kita otoko?)
17. Le lièvre et le hérisson (兎とはりねずみ, Usagi to harinezumi?)
18. Le géant (鉄のハンス, Tetsu no Hansu?)
19. Le valeureux petit tailleur (勇敢なチビの仕立て屋, Yūkan na chibi no shitateya?)
20. La curiosité est un vilain défaut (みそさざいと熊, Misosazai to kuma?)
21. Tromalin (妖精の名前, Yōsei no namae?)
22. L'Ondine dans son étang (池に住む水の魔女, Ike ni sumu mizu no majo?)
23. La Mort diabolique (死神の名づけ親, Shinigami no nazuke oya?)